# Melissodes cestus
Melissodes cestus là một loài Hymenoptera trong họ Apidae. Loài này được Krombein mô tả khoa học năm 1953.